# Dahlia ochreana
Dahlia ochreana är en fjärilsart som beskrevs av Bethune-Baker 1908. Dahlia ochreana ingår i släktet Dahlia och familjen nattflyn. Inga underarter finns listade i Catalogue of Life.